# Li Hongzhi
Li Hongzhi, född 13 maj 1951 i Gongzhuling, Jilin, är mest känd som grundaren av Falungong-rörelsen i början av 90-talet och gav många föreläsningar i de flesta storstäderna i Kina.

## Biografi
Li föddes i en liten stad i Jilin-provinsen i Manchuriet, strax efter att KKP tog över makten ifrån nationalisterna. I början av 70-talet, mitt under kulturrevolutionen, avslutade han sina studier i en lokal gymnasieskola och flyttade till Changchun, i Jilin-provinsen, för att bli en soldat. 1983 avslutade han sin militära karriär och började att jobba som vakt på ett civilt företag i Changchun. 1991 sade han upp sig ifrån sitt jobb för att ägna all sin tid åt Falungong-rörelsen.
Falungong blev snabbt populär bland alla samhällsklasser, det bildades många studiecirklar och träningsgrupper i nästan alla områden i det av KKP styrda Kina. Den centrala kinesiska regeringen olagligförklarade Falungong i mitten av 1990-talet, därefter försökte myndigheterna att gripa Li Hongzhi. Interpol vägrade dock att hjälpa till, med hänvisning till att efterlysningen skedde på religiös och politisk grund och inte på grund av något faktiskt brott.

### Profet
Li har sagt att "Men jag ser att en omedelbar fara närmar sig mänskligheten, och gudomliga varelser har av detta skäl bett mig att förmedla flera saker till alla i den här världen." vilket gör att han därmed hävdar sig vara profet. Hans profetsior tar upp ämnen som kosmologi, reinkarnation, eskatologi, och kritik av evolutionsteorin.  
Li Hongzhi är sedan mitten-slutet av 1990-talet bosatt i New York, USA och fortsätter att utveckla Falungong.